# Plac Unii Lubelskiej w Warszawie

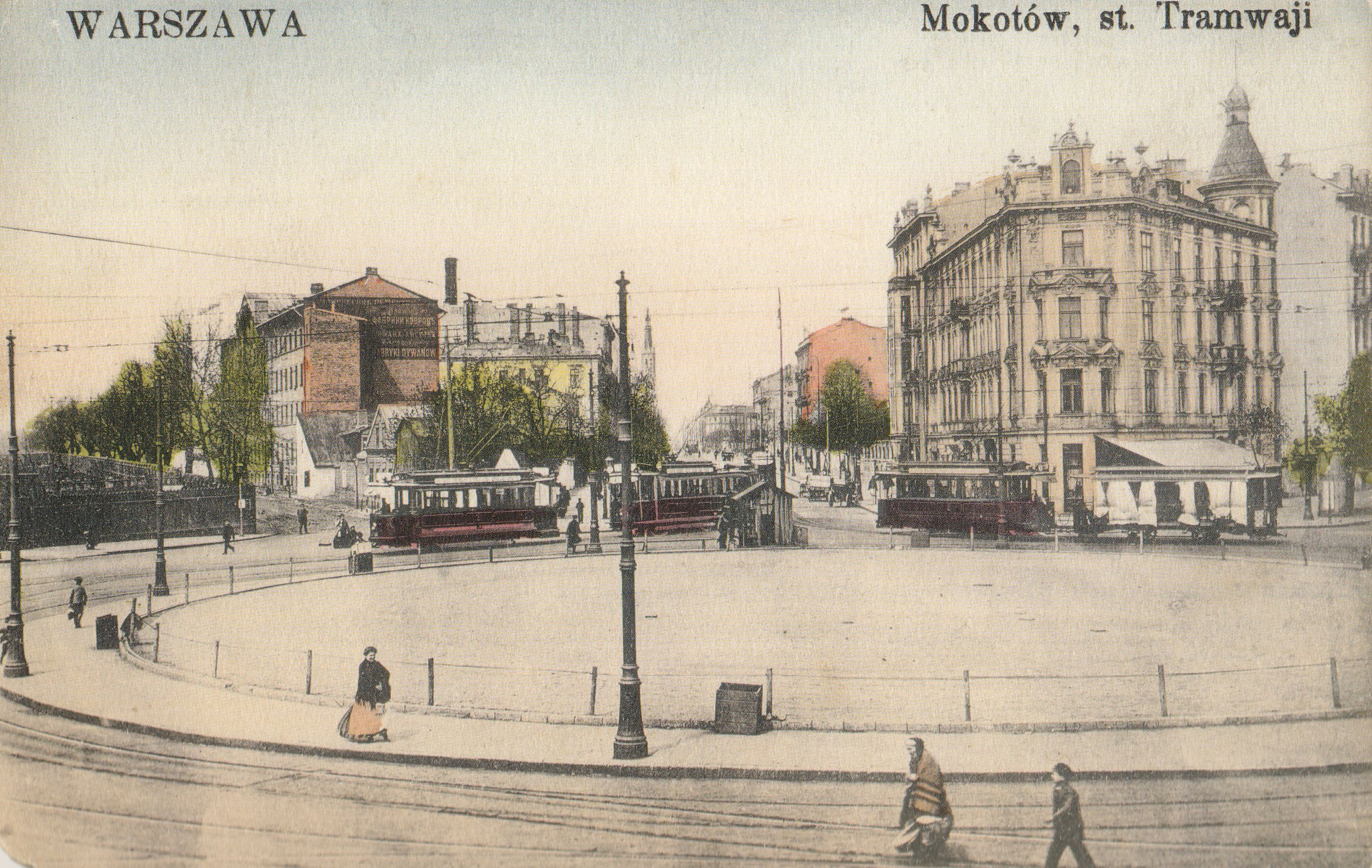
Rondo Keksholmskie z pętlą tramwaju elektrycznego ok. 1910

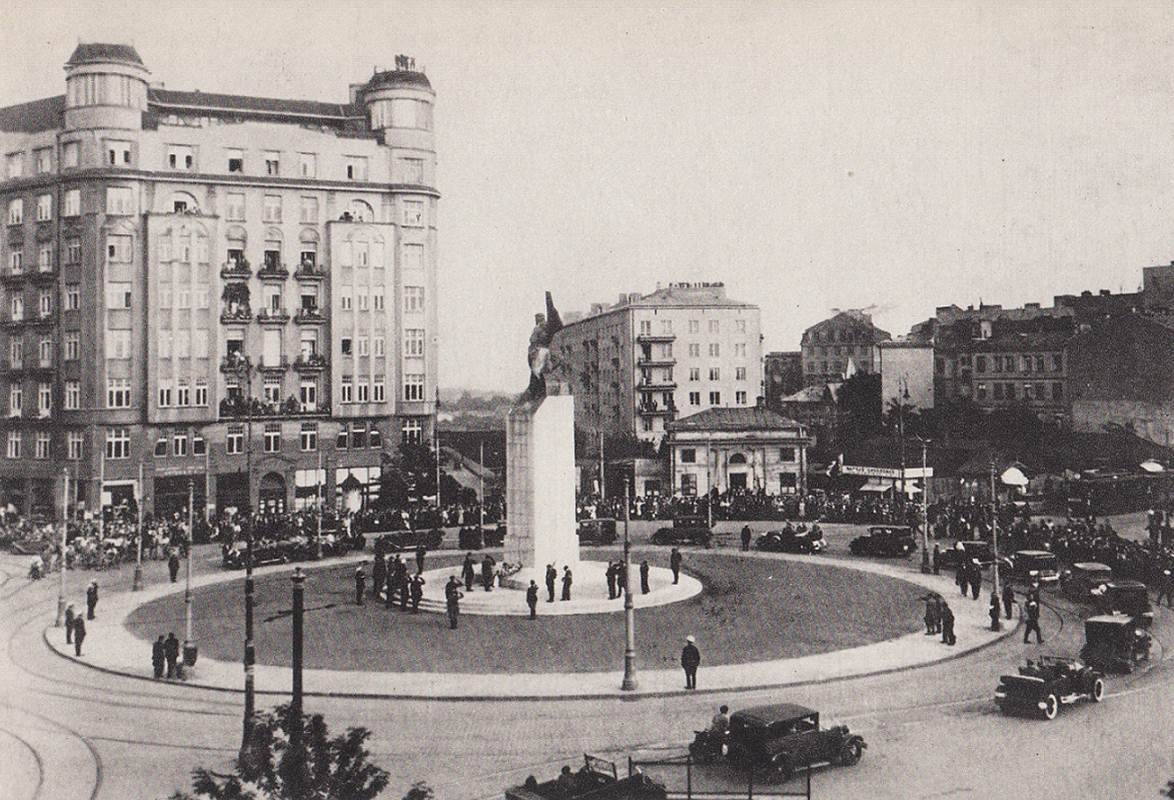
Plac Unii Lubelskiej z pomnikiem Lotnika w latach 30. XX wieku. Po lewej kamienica Jana Łaskiego

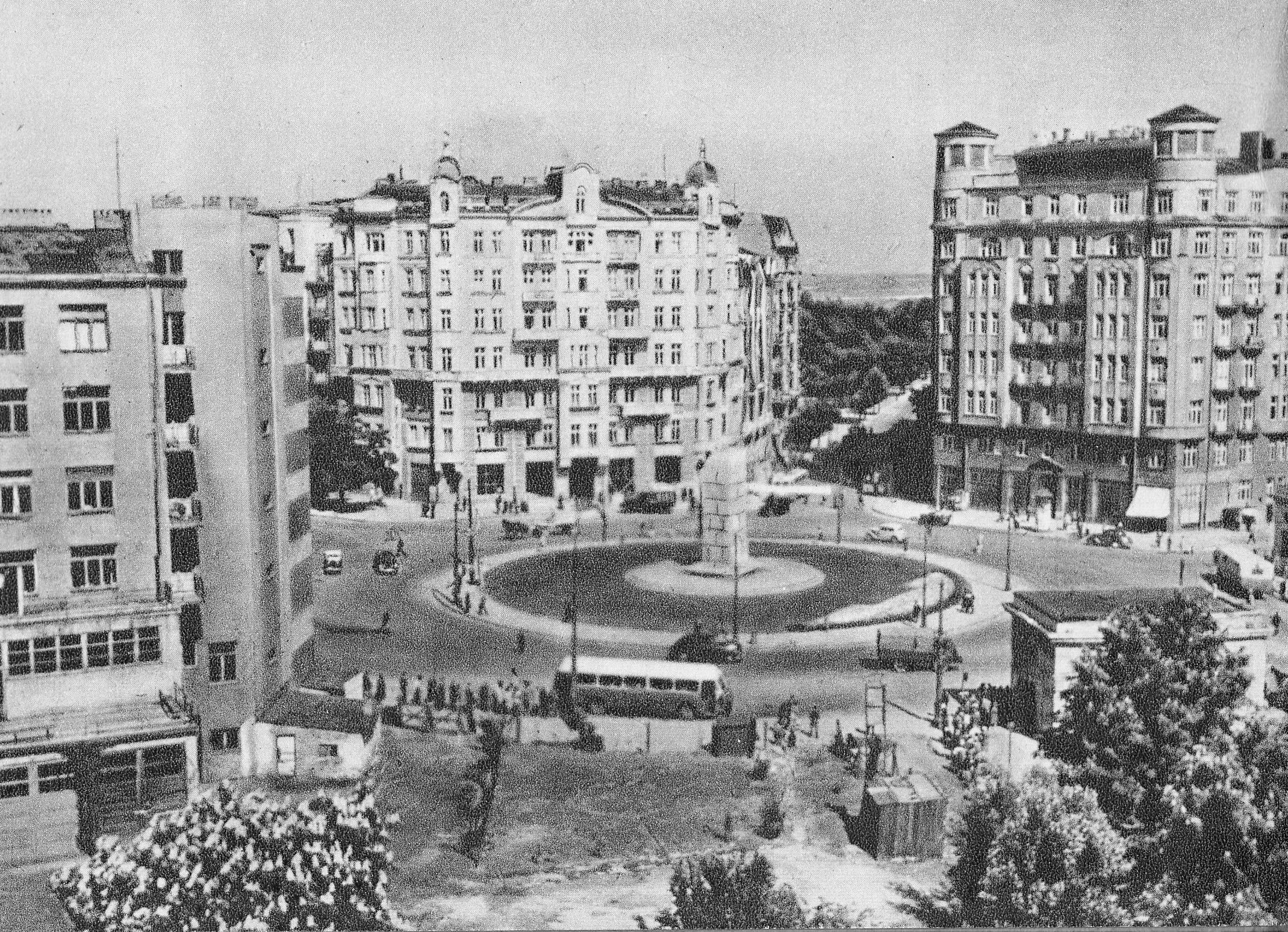
Plac w II połowie lat 40. XX wieku

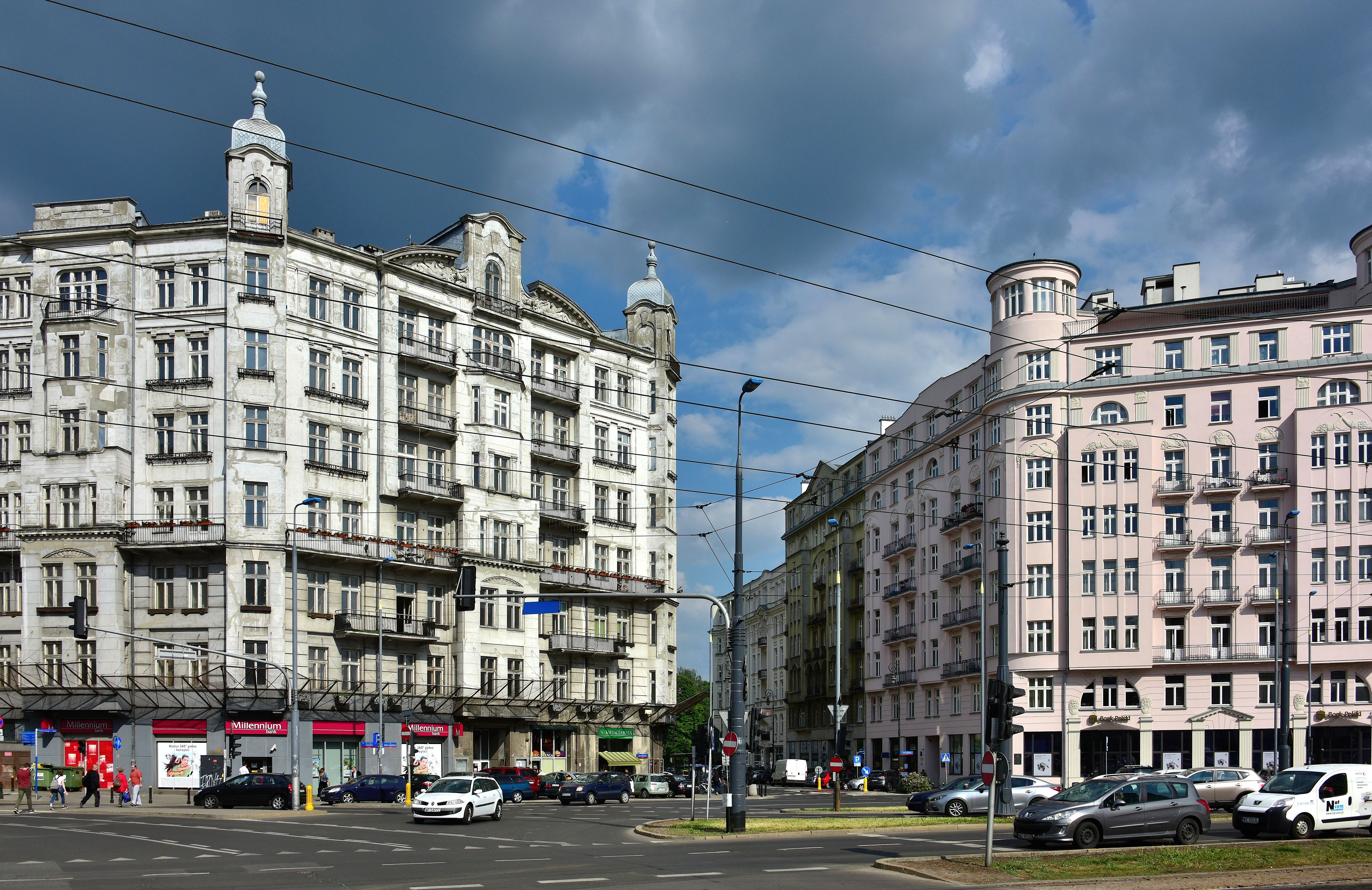
Widok z placu w kierunku wylotu ul. Bagatela

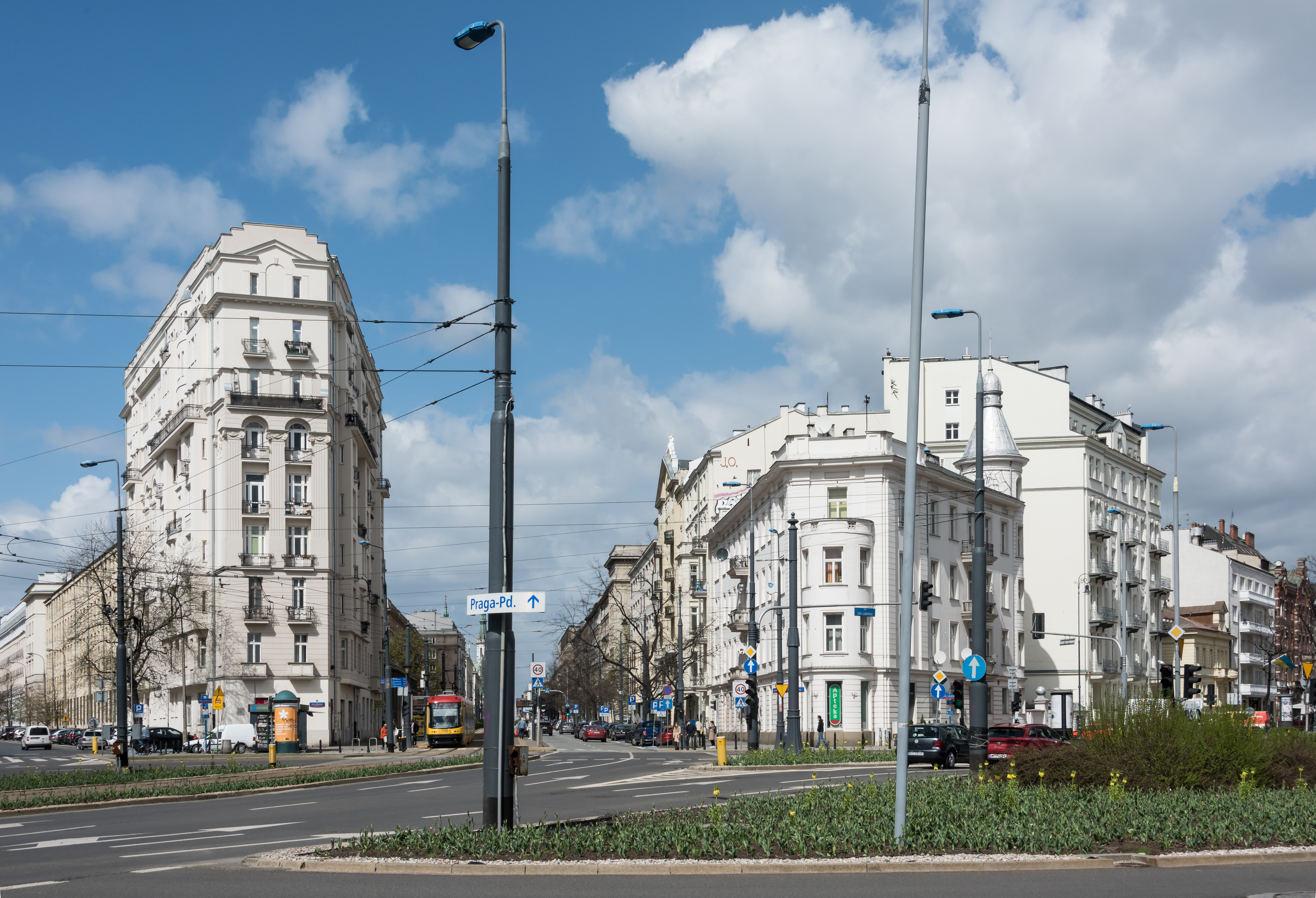
Północna pierzeja placu, po lewej kamienica Kacperskich, po prawej kamienica Judy Wielburskiego

Plac Unii Lubelskiej – zabytkowy plac w dzielnicy Śródmieście w Warszawie.

## Położenie
Plac leży na osi jednej z głównych arterii komunikacyjnych łączących Śródmieście z Mokotowem. Zbiegają się doń ulice:
- od północy: Polna, Marszałkowska i al. Jana Chrystiana Szucha
- od wschodu: Bagatela
- od południa: Puławska i Klonowa
- od zachodu: Tadeusza Boya-Żeleńskiego

## Nazwa
Pierwotnie plac nazywany był rondem Mokotowskim, leżał bowiem na granicy gruntów wsi Mokotów. Ok. 1875 zaczął być nazywany Keksholmskim od nazwy położonych w pobliżu koszar Lejb-Gwardyjskiego Keksholmskiego Pułku. Obecną nazwę nadano w lipcu w 1919, w 350. rocznicę zawarcia unii lubelskiej.

## Historia
Plac został ukształtowany przed 1770 jako najdalej na południe wysunięty okrągły plac zaprojektowany w ramach tzw. założenia ujazdowskiego. W 1770 od południowego zachodu i południa został otoczony okopami Lubomirskiego.
W latach 1816–1818 w południowej części placu wzniesiono klasycystyczne rogatki Mokotowskie zaprojektowane przez Jakuba Kubickiego.
W 1881 z placu na Muranów poprowadzono pierwszą linię tramwaju konnego, a w 1908 – tramwaju elektrycznego. Na rondzie powstała pętla tramwajowa.
W 1892 w pobliżu placu (od strony ul. Chocimskiej) uruchomiono stację wąskotorowej kolejki dojazdowej – kolejki wilanowskiej. W 1898 po południowo-zachodniej stronie placu powstała stacja kolejki grójeckiej.
Na początku XX wieku plac zaczął być zabudowywany wysokimi, sześcio- i ośmiopiętrowymi kamienicami. Pomiędzy ul. Polną a ul. Marszałkowską wzniesiono kamienicę Kacperskich (1909–1913), kamienicę Wielburskiego między ul. Marszałkowską a al. Jana Chrystiana Szucha, kamienicę Adama Bromkego (1911–1912) leżącą pomiędzy al. Jana Chrystiana Szucha i ul. Bagatela oraz kamienicę Jana Łaskiego (1911–1912) położoną w rozwidleniu ulic Klonowej i Bagateli.
11 listopada 1932 na placu odsłonięto pomnik Lotnika dłuta Edwarda Wittinga, zniszczony przez Niemców w 1944. W 1967 jego kopia została ustawiona na skrzyżowaniu ulicy Żwirki i Wigury z Wawelską.
W 1935 stację kolejki grójeckiej przeniesiono na południe, w pobliże skrzyżowania ulicy Puławskiej z ulicą Odyńca, a w 1938 na Dworzec Południowy.
W 1936 przy placu (pod adresem ul. Polna 1) wzniesiono budynek Komendy Straży Ogniowej, w którym mieścił się także III oddział straży, przeniesiony tutaj z Nowego Światu 6. Przez wiele lat w budynku mieściła się Komenda Wojewódzka Państwowej Straży Pożarnej, a po przeniesieniu jej w 2016 do nowo wybudowanego obiektu przy ul. Domaniewskiej 40 jest on siedzibą Komendy Miejskiej Państwowej Straży Pożarnej.
W ramach planowanej na Polu Mokotowskim Dzielnicy Marszałka Józefa Piłsudskiego przy placu miała powstać nowa siedziba Polskiego Radia. Wieżowiec zaprojektowany przez Bohdana Pniewskiego na osi ul. Puławskiej miał domykać perspektywę i tworzyć dominantę widokową od strony Mokotowa.
W 1940 plac Unii Lubelskiej znalazł się na granicy tzw. dzielnicy niemieckiej. W latach 1942–1944 na placu miała swój przystanek początkowy i końcowy okólna linia tramwajowa „0” przeznaczona wyłącznie dla Niemców.
W pierwszych dniach powstania warszawskiego plac był miejscem walk dywizjonu „Jeleń”. Został opanowany przez powstańców już 1 sierpnia, jednak dalsze ataki przeprowadzone na budynki w dzielnicy policyjnej zakończyły się niepowodzeniem – oddziały polskie zostały zmuszone do wycofania się, ponosząc ogromne straty. W odwecie Niemcy dokonali masowych mordów na polskich cywilach, rozstrzeliwując okolicznych mieszkańców m.in. na terenie ogrodu jordanowskiego przy ul. Bagatela. W trakcie i po powstaniu część kamienic znajdujących się przy placu oraz jeden domek rogatkowy zostały spalone.
W marcu 1946 uruchomiono linię trolejbusową z placu do Dworca Gdańskiego.
W październiku 1948 w kamienicy Adama Bromkego (ul. Bagatela 14) otwarto pierwszy salon Klubu Międzynarodowej Prasy i Książki z ofertą 180 czasopism z 30 państw.
W 1962 przy placu, w miejscu dawnej końcowej stacji kolejki grójeckiej, wzniesiono pawilon „Supersam”. W 2006 budynek został zburzony, a na jego miejscu w latach 2010–2013 wzniesiono centrum biurowo-handlowe Plac Unii.
W 1964 zakończono przebudowę węzła komunikacyjnego na placu − ruch tramwajowy skierowano przez jego środek, a ruch kołowy wokół ronda.
W 1999 (w 430. rocznicę zawarcia unii lubelskiej) na ścianie narożnej kamienicy przy ul. Bagatela 15 odsłonięto tablicę upamiętniającą unię lubelską ufundowaną przez społeczeństwo Lublina.

## Ważniejsze obiekty
- Rogatki Mokotowskie
- Kamienica Judy Wielburskiego
- Kamienica Kacperskich
- Kompleks biurowo-handlowy Plac Unii

## Obiekty nieistniejące
- Stacja Warszawa Mokotów